# Chichaoua (Fluss)
Der 133 km lange Oued Chichaoua (arabisch واد شيشاوة, marokkanisches Tamazight ⴰⵙⵉⴼ ⵏ ⵉⵛⵉⵛⴰⵡⵏ)  ist ein linker Nebenfluss des Oued Tensift im südlichen Marokko.

## Geographie
Der Oued Chichaoua entspringt als Seksawa im Hohen Atlas. Er fließt in nordöstliche Richtungen. Etwa 30 km vor seiner Mündung nimmt er von links seinen wichtigsten Nebenfluss, den Oued Imin Tanoute auf, und heißt ab da auf allen Karten Oued Chichaoua. Der Oued Chichaoua mündet schließlich etwa 80 km westlich von Marrakesch in den Tensift.

## Hydrometrie
Die Abflussmenge des Oued Chichaoua wurde an der Station Chichaoua, etwa 25 km vor der Mündung, über die Jahre 1970 bis 2004 in m³/s gemessen.